# Mike Musyoki
Michael (Mike) Musyoki (Machakos, 28 mei 1965) is een voormalige langeafstandsloper uit Kenia. Hij nam eenmaal deel aan de Olympische Spelen en won hierbij een bronzen medaille. Hij had van 1982 tot 1983 het wereldrecord in handen op de halve marathon.

## Biografie
Musyoki werd geboren in het Keniaanse district Machakos. Zijn eerste succes behaalde hij in 1977 door zowel goud te winnen op de 5000 m als de 10.000 m bij de Oost- en Centraal-Afrikaanse kampioenschappen in Mogadishu. Hij kreeg eind jaren zeventig een studiebeurs aan de Universiteit van Texas in El Paso, die een sterk langeafstandsteam wilde formeren. Hij studeerde bij deze opleiding van 1979 tot 1983. Namens deze school won hij in 1978 de 10.000 m bij de NCAA-kampioenschappen. Ook vermeldenswaardig zijn de zilveren medailles die bij behaalde bij het veldlopen in 1978 en 1981 en de 10.000 m in 1979 en 1981.
In 1978 nam Musyoki namens Kenia deel aan de Gemenebestspelen in het Canadese Edmonton. Hij eindigde als tweede op de 5000 m achter zijn landgenoot Henry Rono. Dat jaar won hij tevens zilver op de 5000 m en 10.000 m bij de Afrikaanse Spelen. Ook werd hij dat jaar door de Kenianse atletiekbond gesommeerd met onmiddellijke ingang terug te keren naar eigen land, omdat hij ongeoorloofd deelgenomen zou hebben aan de Weltklasse Zürich. Bij deze meeting eindigde hij ondanks een persoonlijk record van 13.24,89 op een teleurstellende vijfde plaats op de 5000 m.
In 1982 won Musyoki de Philadelphia Distance Classic in 1:01.36. Met deze tijd verbeterde hij het wereldrecord. Het record hield tot 25 september 1983 stand, toen het werd verbeterd door de Amerikaan Paul Cummings tot 1:01.32. In 1986 liep hij met 1:00.43 bij de Great North Run nog sneller, maar dit parcours is wegens het hoogteverschil niet officieel.
In 1984 maakte Musyoki op 28-jarige leeftijd zijn olympisch debuut op de Olympische Spelen van Los Angeles. In de finale van de 10.000 m eindigde hij met 28.06,46 op een derde plaats achter de Italiaan Alberto Cova (goud) en de Brit Mike McLeod (zilver). In 1985 debuteerde hij op de marathon. Hij werd derde bij de marathon van Columbus met een tijd van 2:17.36. In 1986 werd hij vierde bij de Chicago Marathon en won hiermee $ 17.500 aan prijzengeld. Ook won hij dat jaar de Great North Run.
In 1983 werd Musyoki door Running Times verkozen tot 'Road Racer of the Year'.

## Titels
- NCAA-kampioen 10.000 m - 1978
- Oost- en Centraal-Afrikaans kampioen 5000 m - 1977
- Oost- en Centraal-Afrikaans kampioen 10.000 m - 1977

## Persoonlijke records
Baan
| Onderdeel | Prestatie | Datum            | Plaats   |
| --------- | --------- | ---------------- | -------- |
| 3000 m    | 7.46,42   | 22 juni 1977     | Keulen   |
| 5000 m    | 13.24,89  | 16 augustus 1978 | Zürich   |
| 10.000 m  | 27.41,92  | 30 juni 1977     | Helsinki |

Weg
| Onderdeel      | Prestatie       | Datum             | Plaats       |
| -------------- | --------------- | ----------------- | ------------ |
| 10 km          | 27.29           | 1 april 1984      | New Orleans  |
| 15 km          | 42.28 (ex-WR)   | 26 juni 1983      | Portland     |
| halve marathon | 1:01.36 (ex-WR) | 19 september 1982 | Philadelphia |
| marathon       | 2:10.30         | 26 oktober 1986   | Chicago      |

## Palmares

### 3000 m
- 1977:  Warschau - 7.54,4

### 5000 m
- 1977: 4e Janusz Kusocinski Memorial in Bydgoszcz - 13.37,2
- 1977: 4e Debenhams Jubilee Games in Londen - 13.43,6
- 1978:  Afrikaanse Spelen - 13.44,79
- 1978:  Gemenebestspelen - 13.29,92
- 1978: 5e Weltklasse Zürich - 13.24,89
- 1981:  Western Athletic Conference Championships in Provo - 13.58,83
- 1981:  NCAA - 13.47,7
- 1983:  Texas Invitational in Austin - 13.56,55

### 10.000 m
- 1975:  Mombasa - 29.05,2
- 1976:  Sao Paulo - 29.19,6
- 1976:  Mombasa - 28.40,0
- 1976:  Zanzibar - 28.41,0
- 1977:  World Games of Helsinki - 27.41,92
- 1977: 4e Dagens Nyheter Gala in Stockholm - 27.59,59
- 1977:  Kisumu - 29.42,6
- 1977:  Wereldbeker Trials in Tunis -
- 1977:  Mogadishu - 29.44,2
- 1978:  NCAA in Eugene - 28.30,91
- 1978:  Afrikaanse Spelen in Algiers - 28.05,2
- 1978:  Gemenebestspelen in Edmonton - 28.19,14
- 1979:  NCAA in Champaign - 28.03,25
- 1980:  Texas Relays in Austin - 28.20,5
- 1981:  Western Athletic Conference Championships in Provo - 29.52,04
- 1981:  NCAA in Baton Rouge - 28.34,43
- 1984:  Texas Relays in Austin - 28.05,36
- 1984:  Mount SAC Relays in Walnut - 27.46,0
- 1984:  Keniaanse olympische Trials in Nairobi - 28.38,3
- 1984: OS - 28.06,46
- 1985: 5e Mt SAC Relays in Walnut - 27.54,8
- 1986:  Mt San Antonio College Relays in Walnut - 27.55,6

### 5 km
- 1986: 4e Carlsbad - 13.35

### 10 km
- 1981:  Crescent City Classic in New Orleans - 27.55
- 1981:  Pepsi-Cola in El Paso - 34.53
- 1982:  Race of the Americas in Miami - 28.39
- 1982:  Crescent City Classic in New Orleans - 27.49
- 1982:  RevCo Cleveland - 28.25
- 1982:  Peachtree Road Race in Atlanta - 28.22
- 1982: 4e International Peace Race in Youngstown - 29.36
- 1983:  Continental Homes in Phoenix - 28.05
- 1983:  Crescent City Classic in New Orleans - 28.24
- 1983:  Orange Classic in Middletown - 28.51
- 1983:  Peachtree Road Race in Atlanta - 28.22
- 1983:  Dr Scholl's Pro Comfort in Atlanta - 28.32
- 1983:  Dr Scholl's Pro Comfort in Rancho Palos Verdes - 28.20
- 1984: 5e Continental Homes in Phoenix - 28.06
- 1984:  Crescent City Classic in New Orleans - 27.29
- 1984:  Orange Classic in Middletown - 29.07
- 1984:  Dr Scholl's Pro Comfort in Portland - 28.47
- 1984:  Metrochallenge in Phoenix - 28.57
- 1984:  Pro Comfort Finals in Honolulu - 28.14
- 1985: 4e Continental Homes in Phoenix - 28.04
- 1985:  Crescent City Classic in New Orleans - 28.20
- 1985:  RevCo Cleveland - 28.10
- 1985:  Peachtree Road Race in Atlanta - 27.58
- 1986:  American Continental in Phoenix - 27.48
- 1986:  Buick in San Diego - 28.17
- 1986:  RevCo Cleveland - 28.31
- 1986:  Peachtree Road Race in Atlanta - 28.00
- 1986:  St Paul South Fork in Dallas - 29.16
- 1987: 15e Kodak AAA Road Championships in Hemel Hempstead - 29.10
- 1987: 4e RevCo-Cleveland - 28.58
- 1989: 4e Asbury Park Classic - 29.31
- 1990:  Orange Classic in Middletown - 29.33
- 1990: 4e Asbury Park Classic - 28.57
- 1990:  Bowling Green Classic - 28.53
- 1990:  Phoenix - 29.09
- 1991: 5e Azalea Trail in Tyler - 29.34
- 1991:  Asbury Park - 29.09
- 1991: 5e Bowling Green Classic - 29.46
- 1992: 5e Bowling Green - 29.09

### 15 km
- 1982:  Gasparilla in Tampa - 43.09
- 1982:  River Run in Jacksonville - 43.34
- 1982:  Cascade Run Off in Portland - 43.11
- 1982:  Crimestoppers in El Paso - 44.08
- 1983:  Gasparilla in Tampa - 43.27
- 1983:  Cascade Run Off in Portland - 42.27,6
- 1983:  Run Against Crime in El Paso - 44.14
- 1984:  Gasparilla Distance Classic in Tampa - 42.57
- 1985:  Cascade Run Off in Portland - 42.48
- 1986:  Cascade Run Off in Portland - 43.30
- 1989:  El Paso-Juarez - 49.13
- 1990:  Sun Carnival International Classic in El Paso - 45.57
- 1993:  Sierra Medical International Classic in El Paso - 47.18

### 10 Eng. mijl
- 1984:  Virginia - 47.08
- 1988:  Virginia - 48.42

### 20 km
- 1983:  Chicago Distance Classic - 1:01.24
- 1984:  Elby's Distance Race in Wheeling - 1:00.30
- 1985:  Elby's Distance Race in Wheeling - 1:00.56
- 1987:  Elby's Distance Race in Wheeling - 1:02.17

### halve marathon
- 1981:  halve marathon van Las Vegas - 1:02.07
- 1982:  halve marathon van Philadelphia - 1:01.36
- 1983:  halve marathon van Philadelphia - 1:02.49
- 1984:  halve marathon van Coamo - 1:05.35
- 1984:  halve marathon van Manchester - 1:02.27
- 1985:  halve marathon van Philadelphia - 1:00.57
- 1986:  halve marathon van Coamo - 1:04.51
- 1986:  Great North Run - 1:00.43
- 1989:  halve marathon van San Diego - 1:04.54
- 1991: 4e halve marathon van Onderdijk - 1:04.14
- 1991: 5e halve marathon van Philadelphia - 1:04.13

### marathon
- 1985:  marathon van Columbus - 2:17.36
- 1986: 4e marathon van Chicago - 2:10.30
- 1988: 33e marathon van Chicago - 2:24.20

### veldlopen
- 1978:  NCAA in Madison - 29.33,2
- 1979: 6e NCAA in Bethlehem - 29.14
- 1981:  NCAA in Wichita - 28.46